# Posthof (Trier)

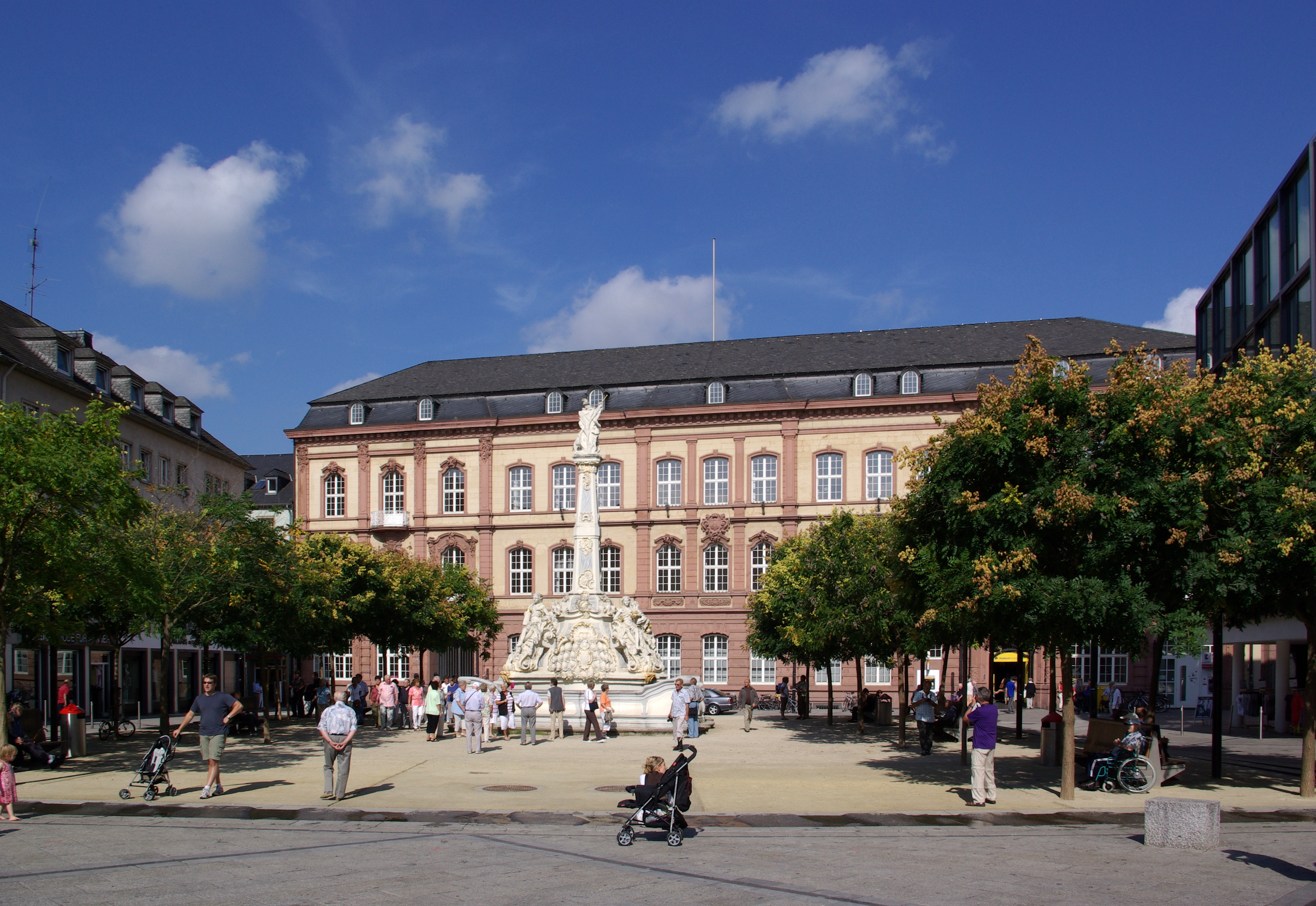

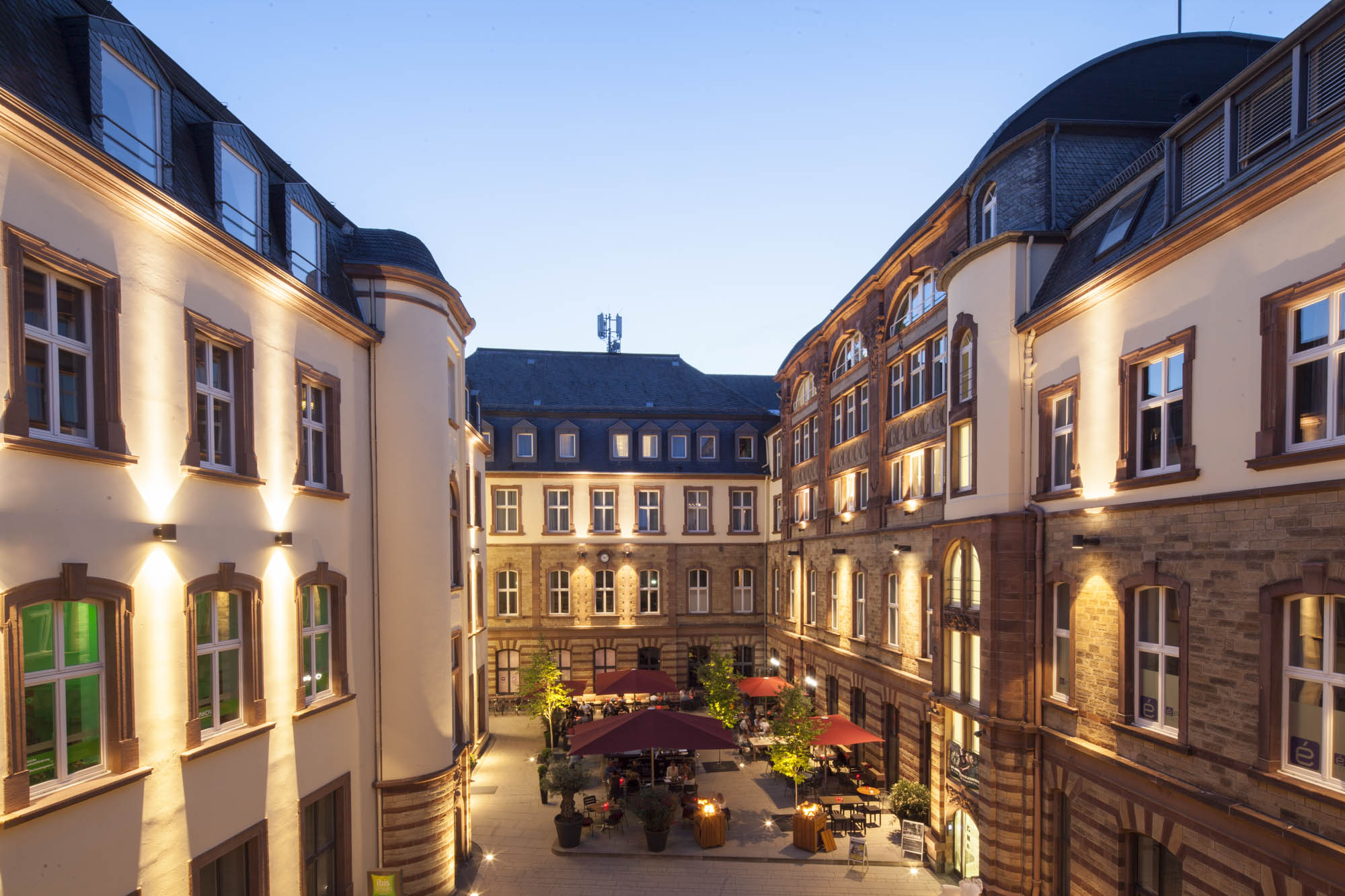

Der Posthof am Kornmarkt ist ein historisches und modernisiertes Büro- und Geschäftshaus in der Trierer Innenstadt. Das denkmalgeschützte Gebäudeensemble beherbergte mehrere Jahrzehnte lang die Trierer Oberpostdirektion, mit einem  im Erdgeschoss angeschlossenem Postamt.
In den Jahrhunderten zuvor waren die Liegenschaft und ihre Vorgängerbauten unter anderem bekannt als Kronenburg, Königsburg sowie Post- und Telegrafengebäude. Obgleich verschiedener Bauphasen in der Historie des Gebäudes, in denen der Ursprungskomplex stetig erweitert, wiederaufgebaut und umgenutzt wurde, hat der heutige Posthof seine neobarocke Sandsteinfassade bis heute erhalten.

## Allgemein
Das Gebäude steht auf einem ca. 6.095 m² großen Grundstück in der Trierer Innenstadt. Es hat eine Nutzfläche von ca. 13.500 m². Der aus sechs Gebäudeteilen (Vierflügel-Anlage, Remise und Haus Pesé) sowie insgesamt drei Innenhöfen bestehende Gesamtkomplex wurde in den 1990er-Jahren im Auftrag des damaligen Eigentümers, der Deutschen Bundespost, großflächig modernisiert.
Bis in das Jahr 2010 stand die Immobilie im Eigentum der Deutschen Telekom AG in Bonn und bot 400 Mitarbeitern einen Arbeitsplatz. Im Zuge einer Strukturreform der Deutschen Telekom wurden diese Arbeitsplätze sukzessive an andere Standorte verlegt. In dem Gebäude verblieben am Ende lediglich eine kleine Telekom-Filiale („T-Punkt“) sowie jene technische Infrastruktur, die für die Aufrechterhaltung der innerstädtische Telefonie, des Internets und der Mobilfunk-Sendeanlagen notwendig war.
2011 begann die Planung für eine Revitalisierung des überwiegend leerstehenden Ensembles. Zwischen den Jahren 2012 bis 2015 wurden in allen Gebäudeteilen umfängliche, mit dem Denkmalpflegeamt abgestimmte Sanierungs- sowie Modernisierungsarbeiten vorgenommen.

## Geschichte
1759 wurde am Kornmarkt, gegenüber dem Sankt Georgsbrunnen, die sogenannte „Kronenburg“ erbaut. Der zweigeschossige Bau mit prächtigem Mittelrisalit und Mansardendach wurde nach einem Entwurf des bekannten Architekten und Hofbaumeisters des Trierer Kurfürsten Philipp von Walderdorffs (1756–1768), Johannes Seiz (1717 in Wiesentheid geboren und 1779 in Ehrenbreitstein gestorben) für den wohlhabenden Trierer Kaufmann Johann Jakob Vacano (1758–1849) ausgeführt. Er gehörte neben Balthasar Neumann und Ferdinand Tietz zu den Baumeistern und Bildhauern, die aus Mainfranken an die Mosel geholt wurden. Die Entwürfe Seiz’ gelten als Paradebeispiele des gehobenen Bürgerhausbaus an der Schwelle zum Klassizismus. Die einheimischen Baumeister waren sich einig, dass dieses Gebäude als vorbildliche Lösung für repräsentative Neubauvorhaben gesehen werden muss (sowohl ein Entwurf zum Neubau der Universität Trier von 1773 als auch der 1790 errichtete Neubau eines palaisartigen Wohnhauses in der Simeonstraße griff das Fassadenschema der Kronenburg nach Seiz auf). Das spätbarocke Stadtpalais wurde 1830 Oberpostamt.

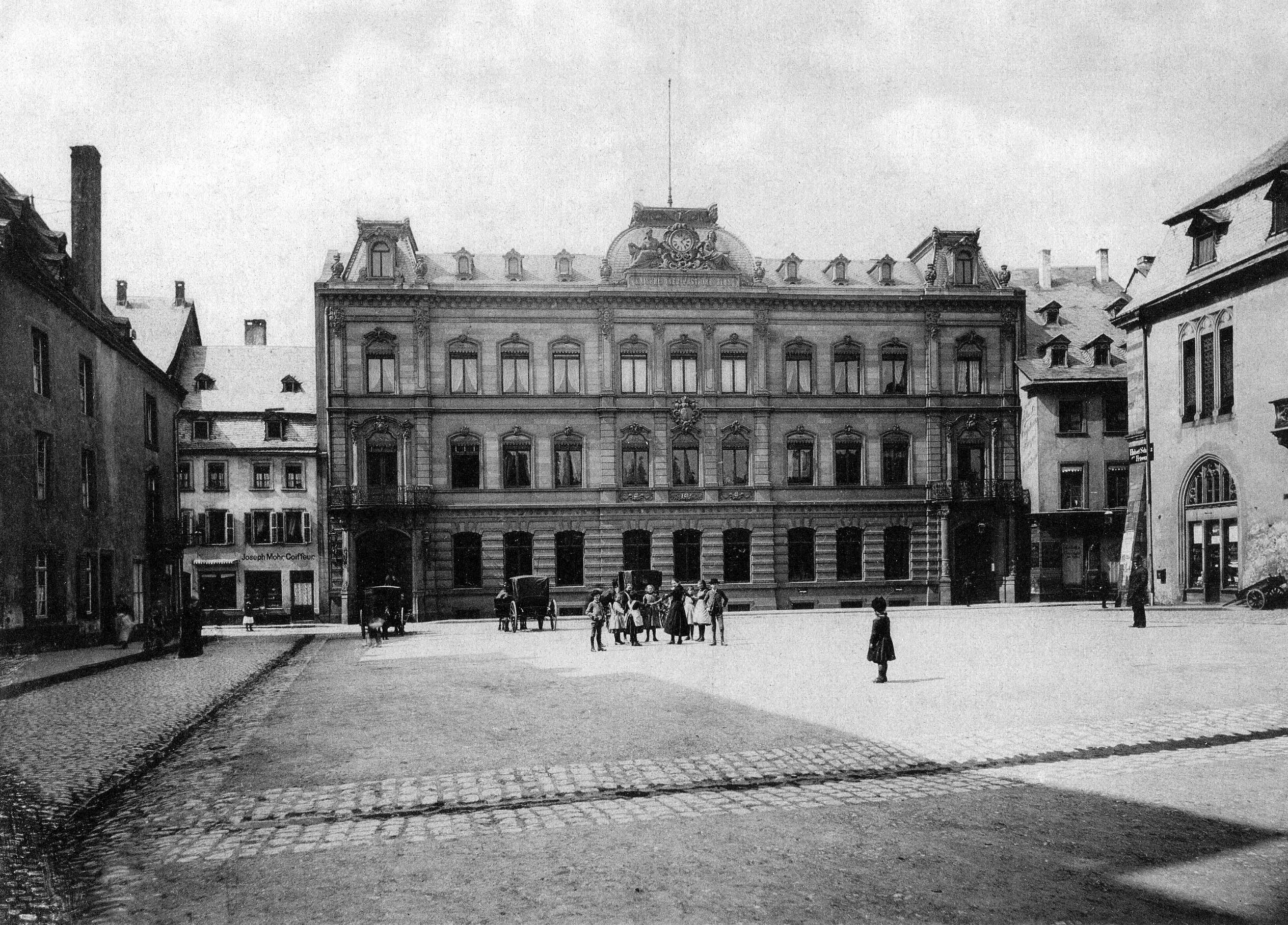
Zustand um 1890

1879–1882 wurde schließlich nach einem Grundriss August Kind (1824–1904), Bauabteilung im Reichs-Postamt und Entwurf des Regierungsbaumeisters Hausmann unter der Oberleitung von Postbaurat Karl Albert Sigismund Cuno aus Frankfurt a. M. hier das Post- und Telegraphengebäude der Kaiserlichen Oberpostdirektion errichtet (außerdem war er an den Baumaßnahmen der Postgebäude in Fulda, Kassel, Darmstadt, Worms u. a. beteiligt). Hierbei benutzte man einige „Originalteile“ der Kronenburg, da man architektonisch an den Vorgängerbau aus dem 18. Jh. erinnern wollte. Etliche Architekturdetails wie eine aus 1759 ausgezeichnete Fensterscheitelkartusche flossen dabei in den Bau des späten 19. Jahrhunderts ein. Die Literatur zum Thema bezeichnet den Komplex daher teilweise als „Neubarock Seizscher Prägung“.
Der dreigeschossige, ursprünglich elf Achsen umfassende Hauptflügel an der Fleischstraße 57–60 bzw. Metzelstraße 10–13 integrierte im Erdgeschoss die Räume des Postamtes mit der Schalterhalle, während im Obergeschoss die Oberpostdirektion selbst untergebracht war. Der Oberpostdirektor logierte im zweiten Obergeschoss. Ein rückwärtiger Westflügel fasste außerdem eine Wohnung für Unterbeamte, die Postkasse und Telegrafieräume. Die Neobarock oder auch Zweites Barock genannte, eklektizistische Kunstform gilt als eine Erscheinungsform des Historismus und hatte seine eigentliche Blütezeit in der Epoche des Wiederaufbaus von ca. 1871–1890, nach Beendigung des Deutsch-Französischen Krieges 1871. Besonders nach 1880 ist sie als Stil weit verbreitet. Die gängigen Attribute des Barock, wie Dynamisierung und Üppigkeit der Formen finden sich in Teilen auch hier in der Architektur wieder.
1909 bzw. 1911 wurde eine Erweiterung des Baus beschlossen, da sich die Dienstleistungen der Postdirektion ausdehnten, wobei alle Entwürfe von Regierungsbaumeister Friebe angefertigt wurden. Beispielsweise erhielt der Gebäudekomplex neue Wirtschaftsflügel mit Remisen ebenso wie der nördliche Verbindungstrakt und rückwärtige Westflügel vergrößert wurden. Die Umbaumaßnahmen von 1911 nahmen einige Änderungen und vor allem Umgewichtungen vor; während im Bauzustand von 1882 dem dreiachsigen Mittelrisalit einachsige Seitenrisalite untergeordnet waren, wurden jetzt die Seitenrisalite mehr oder weniger zu Hauptakzenten aufgewertet. Außerdem fand man eine Dachlösung, die die Fassade neu betonte. Es präsentierte sich als ein durchgehendes, über den Seitenrisaliten vorgezogenes, abgewalmtes Mansarddach. Im Parterre wurden weitere Fenster und Durchfahrten realisiert, welche bis heute existieren. Im Inneren wurden Basaltblockstufen und Treppenhausbögen auf Doppelsäulen erhalten. Der Nordflügel bzw. seine westliche Seite erhielt im Zuge der Bauarbeiten von 1911 einen dreigeschossigen Überbau mit Segmentbogendach, welcher aus baukünstlerischer Sicht als durchaus bemerkenswert gelten muss. Die hofseitige, neubarocke Sandsteinfassade ist dabei ganz im Stil der zeitgenössischen Warenhausarchitektur gestaltet und traf damit ganz bewusst den Nerv der Zeit: drei zwischen Kolossalpilastern mit prächtiger Rocaille-Ornamentik eingespannte Stichbögen, die drei Fensterachsen in allen Geschossen übergreifen und als vorgelegte Rahmenarchitektur fungieren. Die Westfront des seit 1911 schließlich 15 Achsen umfassenden sandsteinsichtigen Westflügels wurde in zurückhaltenden neubarocken Formen gestaltet. Ebenso wird der Neubarock vom verputzten Südflügel aufgegriffen. Seinen Treppenhausrisalit ziert eine Portalkartusche mit Frachtschiffdarstellung.
Der Gebäudekomplex demonstriert den Repräsentationsanspruch der Post als einer staatlichen und kaiserlichen Institution und gehört zu den bedeutendsten Baumaßnahmen der öffentlichen Hand im späten 19. Jahrhundert in Trier bzw. der Trierer Altstadt. 1992 wurde schließlich der 1944 im Zuge der im Zweiten Weltkrieg auf Trier geflogenen Luftangriffe schwer beschädigte Haupttrakt des Gebäudes umfassend renoviert. Ebenso wurde ein neuer Außenanstrich aufgetragen. Allerdings entspricht dieser nicht der historistischen Fassade, die auf Steinsichtigkeit angelegt war.